# Guira (geslacht)
Guira is een geslacht van vogels uit de familie koekoeken (Cuculidae). Het geslacht telt één soort.

## Soorten
- Guira guira – Guirakoekoek